# 고창고인돌휴게소
고창고인돌휴게소(高敞고인돌休憩所, Gochang Goindol Service Area)는 전북특별자치도 고창군 고창읍에 위치한 서해안고속도로의 고속도로 휴게소이다. 양방향 모두 휴게소가 존재하며, 주소는 무안방향의 경우 전라북도 고창군 신림면 서해안고속도로 81이고, 서울방향의 경우 전북특별자치도 고창군 신림면 서해안고속도로 80이다.

## 시설
- 식당
- 매점
- 화장실
- 주차장
- 세탁실 (서울방향)
- 현금 자동 입출금기
- 정유소 : 알뜰주유소 (양뱡향)
- LPG충전소 : E1 LPG 충전소 (양방향)
- 경정비소 : 있음
- 화물휴게소 : 없음

## 전후
무안 방향
- 고창 나들목 ← 고창고인돌휴게소 ← 선운산 나들목
- 함평천지휴게소 ← 고창고인돌휴게소 ← 군산휴게소

서울 방향
- 고창 나들목 → 고창고인돌휴게소 → 선운산 나들목
- 함평천지휴게소 → 고창고인돌휴게소 → 군산휴게소